# 潘氏中国螈
潘氏中国螈（学名：Sinostega pani）一种发现于中国宁夏回族自治区的已灭绝的早期四足动物，是中国螈属（Sinostega）属型种和目前发现的唯一一种，其化石材料为一件约7厘米长的不完整下颌弓。种加词源自中国地质博物馆的潘江教授的姓氏，以感谢其对宁夏泥盆系陆相生物地层研究中做出过突出贡献。本种是亚洲地区发现的首个泥盆纪四足动物。
中国螈与发现与格陵兰岛的棘石螈（棘螈，Acanthostega）相似，由此可推测在中国螈出现500万～1000万年后四足动物可能就遍布全球各个热带和亚热带地区。有学者将中国螈归入鱼石螈目（Ichthyostegalia），则潘氏中国螈是亚洲已知的唯一的鱼石螈类。